# Storseisundet-híd
A Storseisundet-híd (norvég nyelven: Storseisundet bru) a leghosszabb hídja annak a nyolc hídból álló hídcsoportnak, amelynek összefoglaló neve Atlanterhavsveien („az Atlanti út”). Az út a Romsdal-félszigetet köti össze Averøya szigetével, Møre og Romsdal megyében, Norvégia déli részén. A Storseisundet-híd egy konzolhíd, mely 263 méter hosszú. Legmagasabb pontja 23 méterrel a tenger szintje fölött van. 1989. július 7-én adták át és egészen 1999. júniusáig fizetős volt.
A Daily Mail cikke 2011-ben így jellemezte: „Út a semmibe”. A híd egy helyszíne volt a 2021-es James Bond-filmnek, a Nincs idő meghalni.

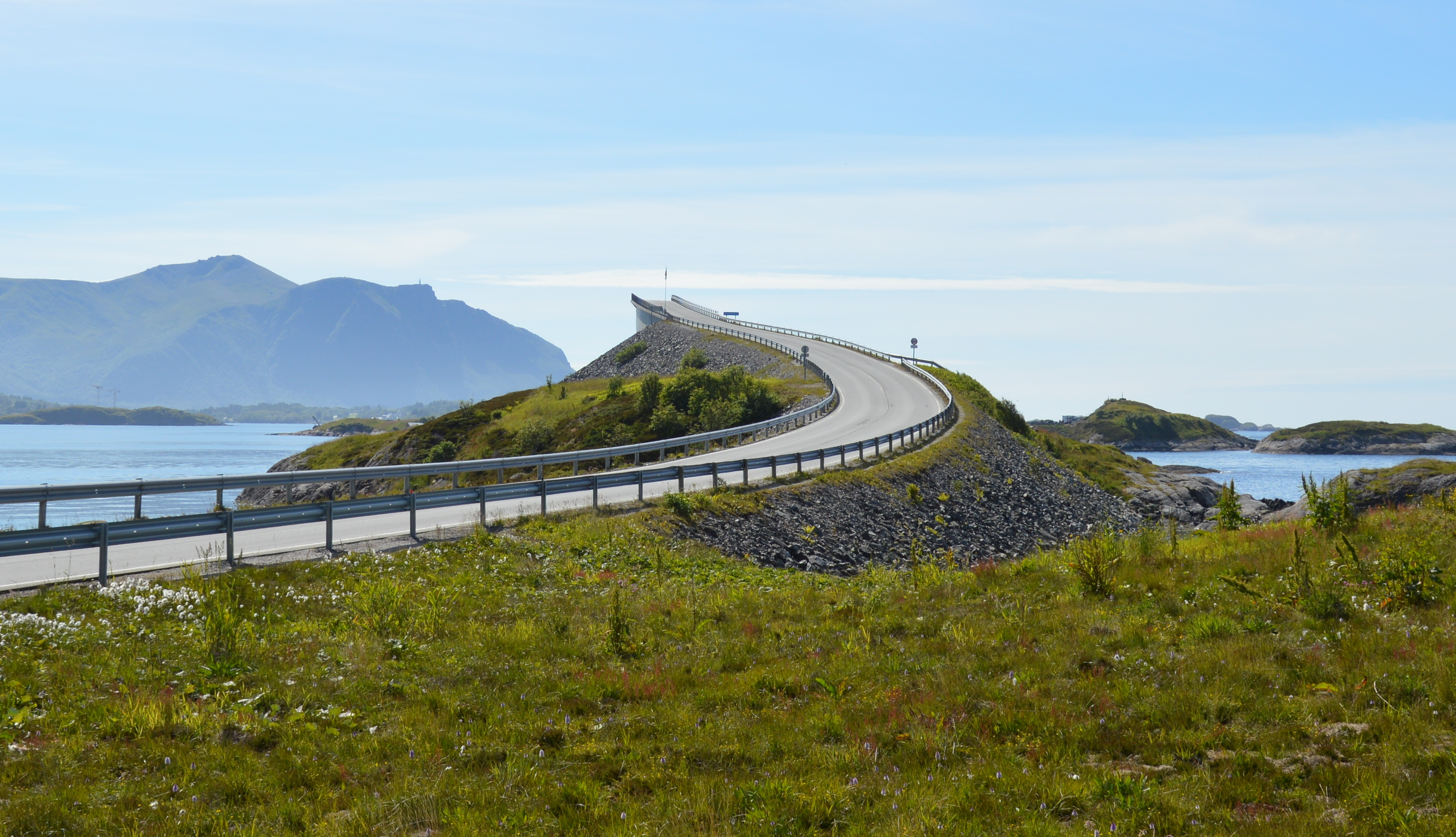
"Út a semmibe"

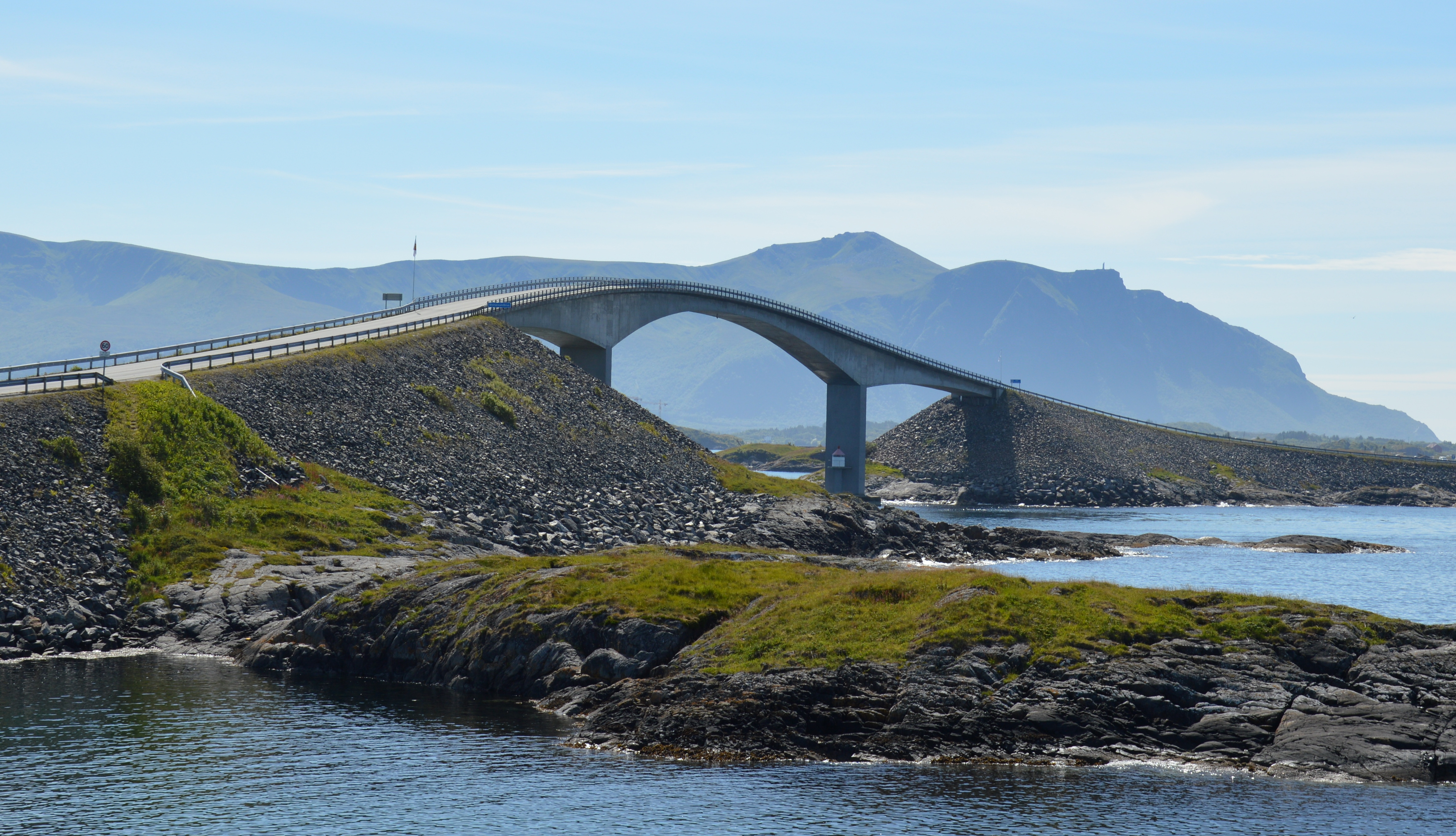
A híd

## Fordítás
Ez a szócikk részben vagy egészben  a   Storseisundet Bridge című angol Wikipédia-szócikk ezen változatának fordításán alapul.  Az eredeti cikk szerkesztőit annak laptörténete sorolja fel. Ez a jelzés csupán a megfogalmazás eredetét és a szerzői jogokat jelzi, nem szolgál a cikkben szereplő információk forrásmegjelöléseként.